# Maria Adler
Pour les articles homonymes, voir Adler.
Maria Adler, née le 28 mai 1992, est une handballeuse internationale suédoise, évoluant au poste d'arrière gauche.
Elle participe notamment au championnat du monde junior en 2012, remporté par la Suède.

## Palmarès

### En sélection
autres
- vainqueur du championnat du monde junior en 2012
- vainqueur du championnat du monde jeunes en 2010

### Récompenses individuelles
- élue meilleure arrière gauche du championnat du monde junior 2012[3]
- élue meilleure arrière gauche du  championnat d'Europe junior en 2011[4]